# Присоединённый заряд
Присоединённый заряд (или ПЗ, анг. traveling charge) — дополнительное топливо, которое используется в нетрадиционном выстреле помимо основного заряда в камере сгорания огнестрельного оружия. Представляет собой пастообразное горючее вещество, которое заключено в негорящей оболочке цилиндрической формы. 
Этот компонент расположен за снарядом и во время выстрела движется вместе с ним по каналу ствола. Подчеркивается то, что между стенками ствола и снарядом с ПЗ нет свободного пространства.
Процесс горения ПЗ начинается после воспламенения штатного заряда в камере. ПЗ горит с одного торца и выталкивает перед собой снаряд, играя роль ракеты, и потому создается дополнительный реактивный подгон снаряда. Сгоревшая часть пороха переходит в рабочее тело, ускоряющее систему двух тел снаряд + ПЗ. Начинается движение этих частей по каналу ствола. Через некоторое время, характерное для данного типа пасты (которое называется временем задержки воспламенения), ПЗ воспламеняется и начинает гореть. В результате снаряд получает дополнительное реактивное ускорение от горения ПЗ, что дает на дульном срезе более высокие скорости.